# 矇眼貂
雪貂（學名：Mustela putorius furo），又名蒙眼貂、貂鼠、寵物貂、地中海貂，是歐洲鼬的馴養亞種。牠們是兩性異形體的，雄貂比雌貂大。牠們一般呈褐色、黑色、白色或混色，公貂連同尾巴長可到51公分，重1—2公斤，母貂體型較小，體重約在600公克—1公斤，壽命為7—15歲。
雪貂的馴養歷史不明，但很有可能是早於2500年前就已經開始，最早可追溯到西元前的古埃及時代原生種鼬鼠。目前仍有一些地區利用歐洲雪貂來獵捕兔，但漸漸被馴養為寵物的寵物貂已經不適合野外生活。雪貂非常容易與歐洲鼬交配，因為兩者有着密切关联。但歐洲野生雪貂與寵物貂的過度繁殖在紐西蘭被認為会對當地生物造成損害，所以現在有某些地區禁止飼養雪貂。雪貂一詞常常讓人誤會寵物貂是全白色，其實除了白子，全白的寵物貂是非常罕見的。

## 辭源
ferret來自拉丁語furittus，字面意思是小偷。

## 生物學

### 特徵
矇眼貂的身體細長，身上佈滿褐色、黑色、白色或混色的毛髮。牠們平均長51厘米（包括長約13公分的尾巴），重0.7—2公斤，雄貂明顯較雌貂大。妊娠期為42日，大約會產下3—7隻的幼貂。雌貂一年可以生1胎。幼貂約於3—6星期大就會斷奶，3個月大便可獨立，6個月大即性成熟。平均壽命為8歲。

### 行為
矇眼貂是暮晨活動的，每天約有14—18個小時為睡眠時間，於黎明及黃昏時最為活躍。牠們不像祖先鼬屬是獨居的，而是喜歡群居的。大部分的雪貂都能在社交圈中和平快樂的相處。牠們為有地盤性的動物，喜歡挖巢穴，也喜歡睡在隱密的空間。
如同其他肉食動物，雪貂近肛門附近有嗅腺，其分泌物是用來劃地盤的。有指牠們可以從肛門腺分泌物及尿液中分辨個別矇眼貂與其性別。當受到驚嚇時，牠們可以釋出這些分泌物，但氣味較弱及較快消散。大部份在美國售賣的矇眼貂寵物都是已經去腺的，但在其他地區則認為去腺是不必要的殘缺行為。

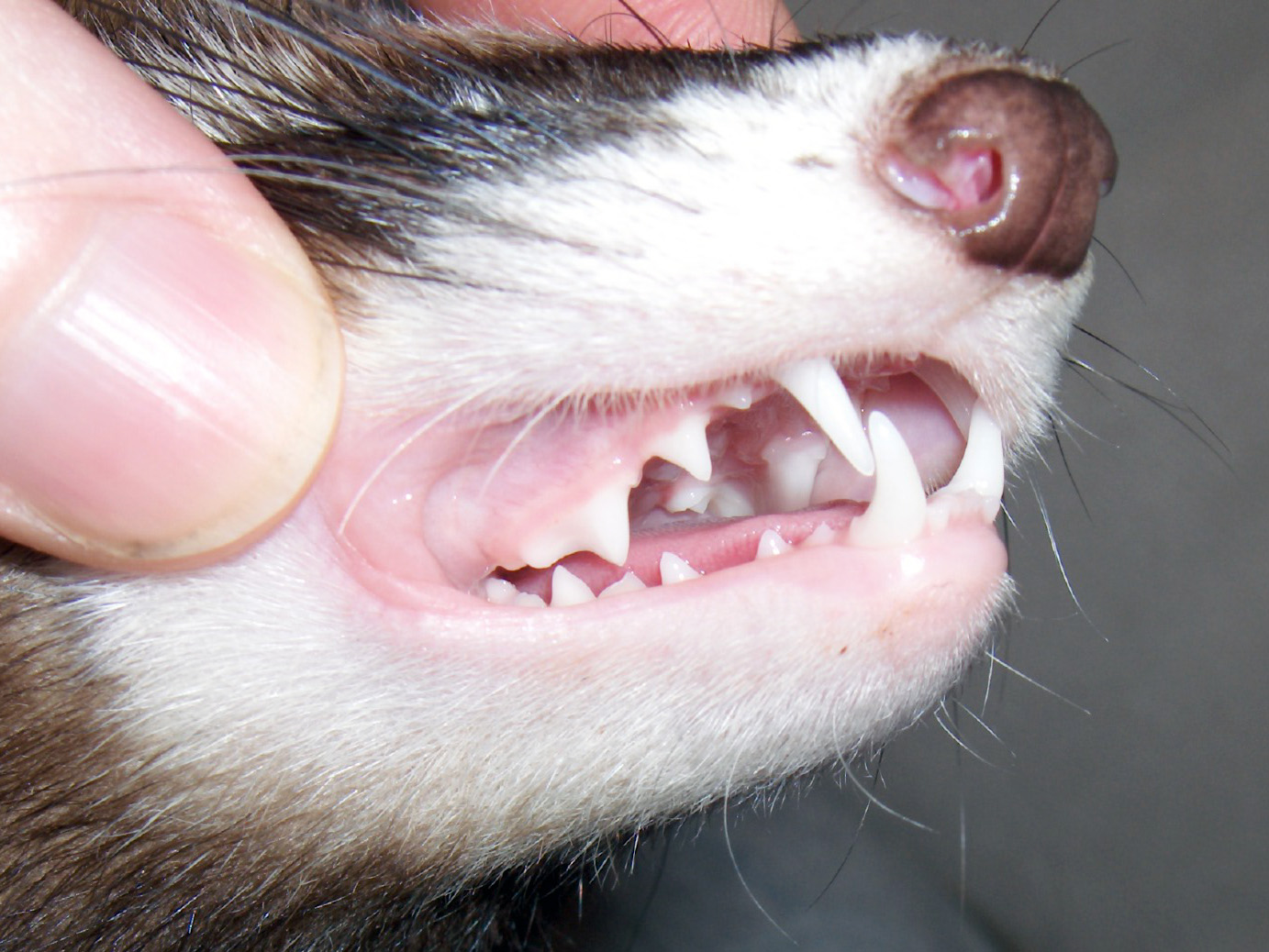
矇眼貂的齒式。

### 食性
矇眼貂是肉食性的。牠們祖先的原始食物便是一整隻活體動物，牠們通常都會吃掉整隻動物，包括其肉、內臟、骨頭、皮膚、羽毛及毛皮。雪貂的消化系統短，所以身體代謝很快，故而需要不停的補充食物。最好替牠們準備含有高蛋白質營養的肉類乾飼料。

### 齒式
雪貂有四種類型牙齒（包括上頜骨（上）牙齒和下頜（下））：
- 12顆小門齒（只有幾個毫米）。
- 4顆獵食用的犬齒，用以殺死獵物。
- 12顆用以咀嚼食物的前臼齒，用以消化比較大的肉塊。
- 6顆磨壓食物的臼齒，用於粉碎食物。

### 健康
矇眼貂會患上幾種明顯的疾病。最為普遍的是影響腎上腺、胰臟及淋巴系統的癌症。病毒病包括犬瘟熱及流行性感冒。某些顏色的矇眼貂會帶有遺傳缺憾的瓦登伯革氏症候群。牠們也會像家貓般遇上毛球及牙齒問題。

## 馴養歷史
矇眼貂最初被馴養的原因不明，但有可能與打獵有關。牠們有可能是馴養自歐洲鼬，也有可能是艾鼬的後裔，或是兩者的混種。粒線體DNA分析發現矇眼貂約於2500年前就被馴化，而疑似矇眼貂的遺骸則可追溯至前1500年。有指牠們最初是由古埃及人所馴養，但由於沒有發現其木乃伊或象形字，加上現時在當地並沒有發現野生種，故有關意見並不合理。另外，於羅馬帝國時代矇眼貂會幫助打獵。
野生的矇眼貂會聚居到一些沒有相若體型掠食者的地方，如設德蘭群島及新西蘭一些偏遠地方。當矇眼貂與臭鼬共處時，很容易就會出現混種。有指新西蘭是世界上有最多野生矇眼貂混種的地方。於1877年，新西蘭的農夫要求引進矇眼貂來控制兔的數量。於1879年就進口了5隻矇眼貂；於1882年至1883年間，就從倫敦付運了共1217隻，但只有678隻抵達；另有198隻由墨爾本送來。於運送期間，矇眼貂與歐洲水貂交配，生產了好一些能在野外生存的混種。於1884年及1886年，接近4000隻矇眼貂被放生。結果當兔子數量下降後，牠們掠食其他當地的野生動物，如鳥類等。

### 狩獵

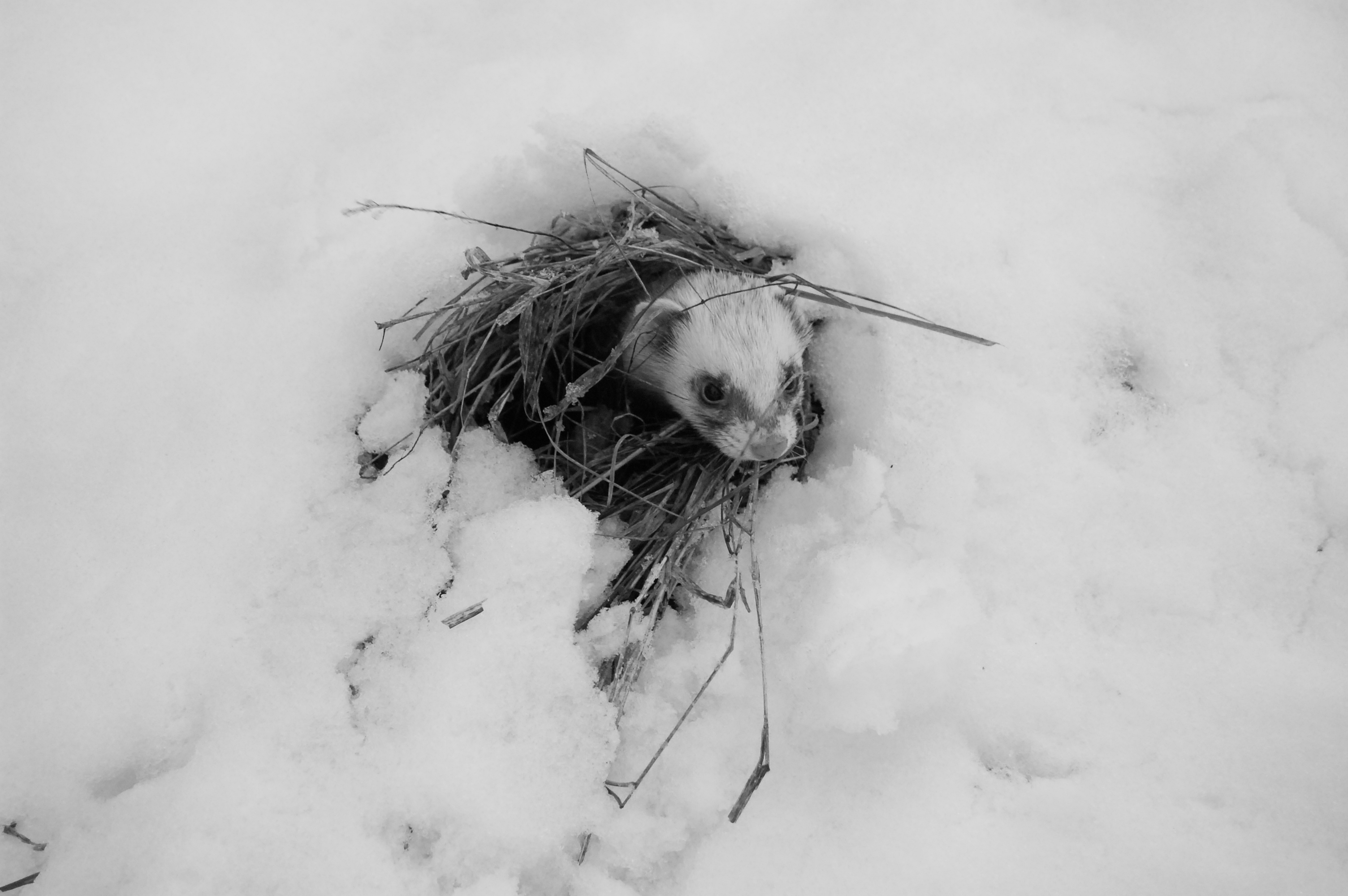
藏在巢穴中的矇眼貂。

千年以來，矇眼貂都被用來作狩獵之用。由於牠們幼長的身體及好奇的本性，非常適合進入洞穴中逼齧齒目及兔等離開巢穴。屋大維就曾於前6年命令將矇眼貂等送到巴利阿里群島控制兔患。在一些出現兔患的國家（包括英國）現在仍有使用矇眼貂來狩獵，但在好些國家則已禁止這種狩獵方式，因牠們可能會破壞生態平衡。於2009年，在赫爾辛基就開始嘗試使用矇眼貂來限制兔的數量。
矇眼貂最初是於17世紀被帶到新世界，於1860年至二次大戰爆發前在美洲西部都被廣泛使用來保護農作物。

### 寵物
自1980年代後，在美國飼養矇眼貂作為寵物就開始增多。研究顯示截至1996年，在美國就已經有約80萬隻矇眼貂作為寵物。

### 其他用途
矇眼貂是用來研究流行性感冒的重要實驗對象，且也被用來研究豬流感。
在倫敦等地也有利用矇眼貂幼長的身軀來鋪設電線及電纜，例如查爾斯及戴安娜婚禮的電視廣播就是靠矇眼貂來鋪設電線。在新西蘭甚至有矇眼貂註冊為電工助手。